# Deutsches Fußballmuseum
Il Deutsches Fußballmuseum, chiamato anche DFB-Museum, è il museo nazionale dedicato al calcio tedesco situato a Dortmund, in Germania. 
La costruzione del museo secondo il progetto dello studio HPP Architekten è iniziata a settembre 2012. Il 20 settembre è stato aperto il cantiere con la presenza del presidente della DFB Wolfgang Niersbach, del primo ministro Hannelore Kraft e del sindaco Ullrich Sierau.
La posa della prima pietra è avvenuta il 29 aprile 2013, con la presenza di Wolfgang Niersbach, Reinhard Rauball e Ute Schäfer. Un anno dopo, nel 2014, è stato inaugurato l'edificio. È stato aperto il 23 ottobre 2015.